# فيفيان سونغ
فيفيان سونغ (بالصينية: 宋芸樺) هي ممثلة صينية، ولدت في 21 أكتوبر 1992 بتايبيه في تايوان.

## وصلات خارجية
- فيفيان سونغ على موقع IMDb (الإنجليزية)
- فيفيان سونغ على موقع قاعدة بيانات الفيلم (الإنجليزية)